# 石河子镇
石河子镇，是中国新疆石河子市下辖的一个乡镇级行政单位。

## 行政区划
石河子镇下辖以下地区：
镇社区、洞子渠村、五道湾村、河沿村、下二宫村、南湾村、二宫村、十户窑村、上三宫村、三宫村、努尔巴克村、四宫村、霍斯阿尔克村、三十户村、马家坪村、山丹湖村、大庙村、东桥村、六宫村、沙依巴克村、袁家沟村和五宫村。